# Spaltlampa

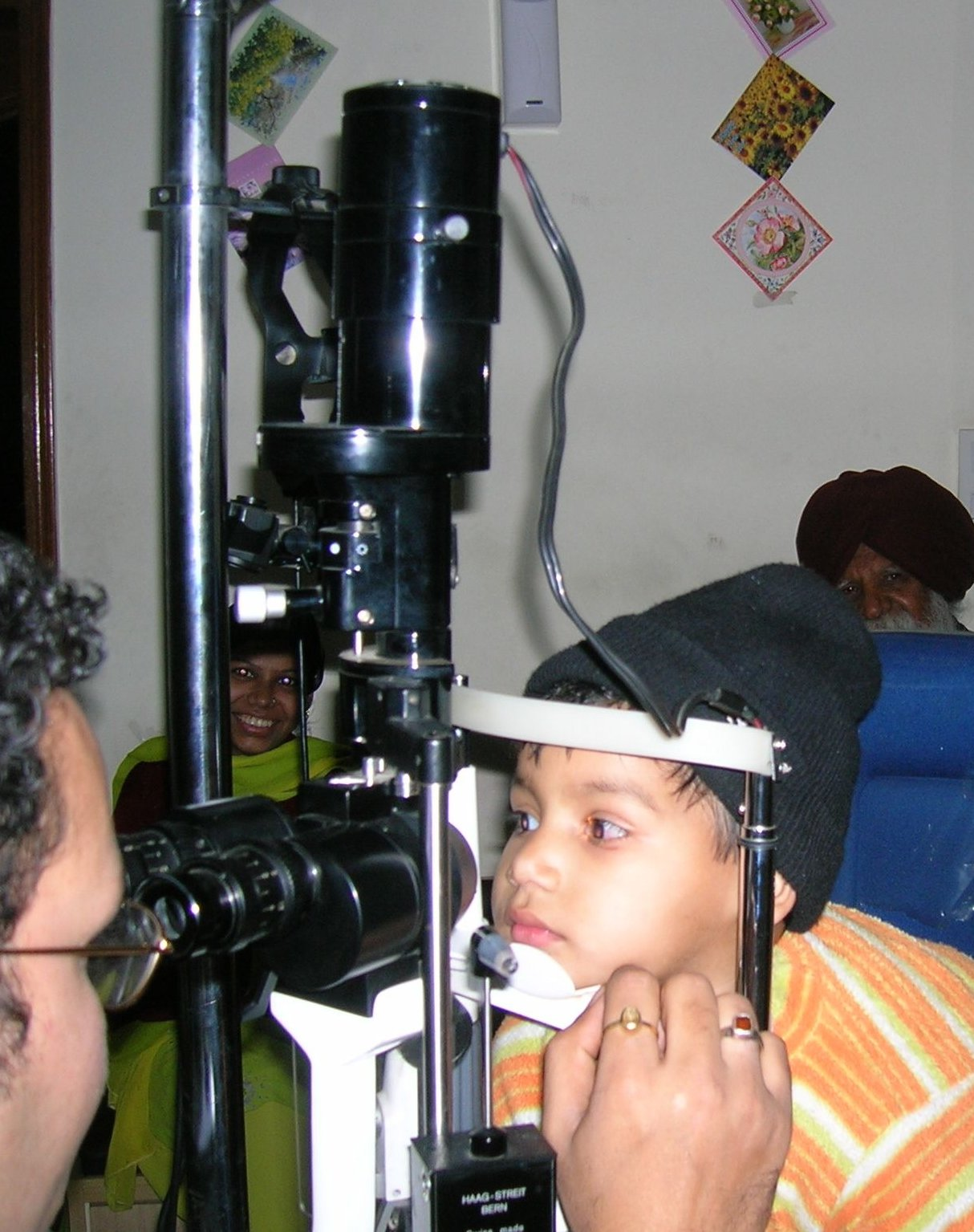
Oftalmologisk undersökning med hjälp av spaltlampa.

Grå starr i mänskligt öga, sett genom spaltlampa.

En spaltlampa eller  kornealmikroskop är ett optiskt instrument för undersökning av ögonen, som används både inom medicinen (oftalmologin) och veterinärmedicinen. Spaltlampan består av en stark ljuskälla i kombination med ett binokulärt mikroskop, och gör det möjligt att se en förstorad stereoskopisk bild av olika delar av ögat. På så sätt kan diagnos ställas på ett antal olika ögonsjukdomar.
Spaltlampan infördes 1911 av den svenske nobelpristagaren Alvar Gullstrand, som samarbetade med den tyska firman Zeiss kring utvecklingen av oftalmologiska instrument.